# Croix couverte

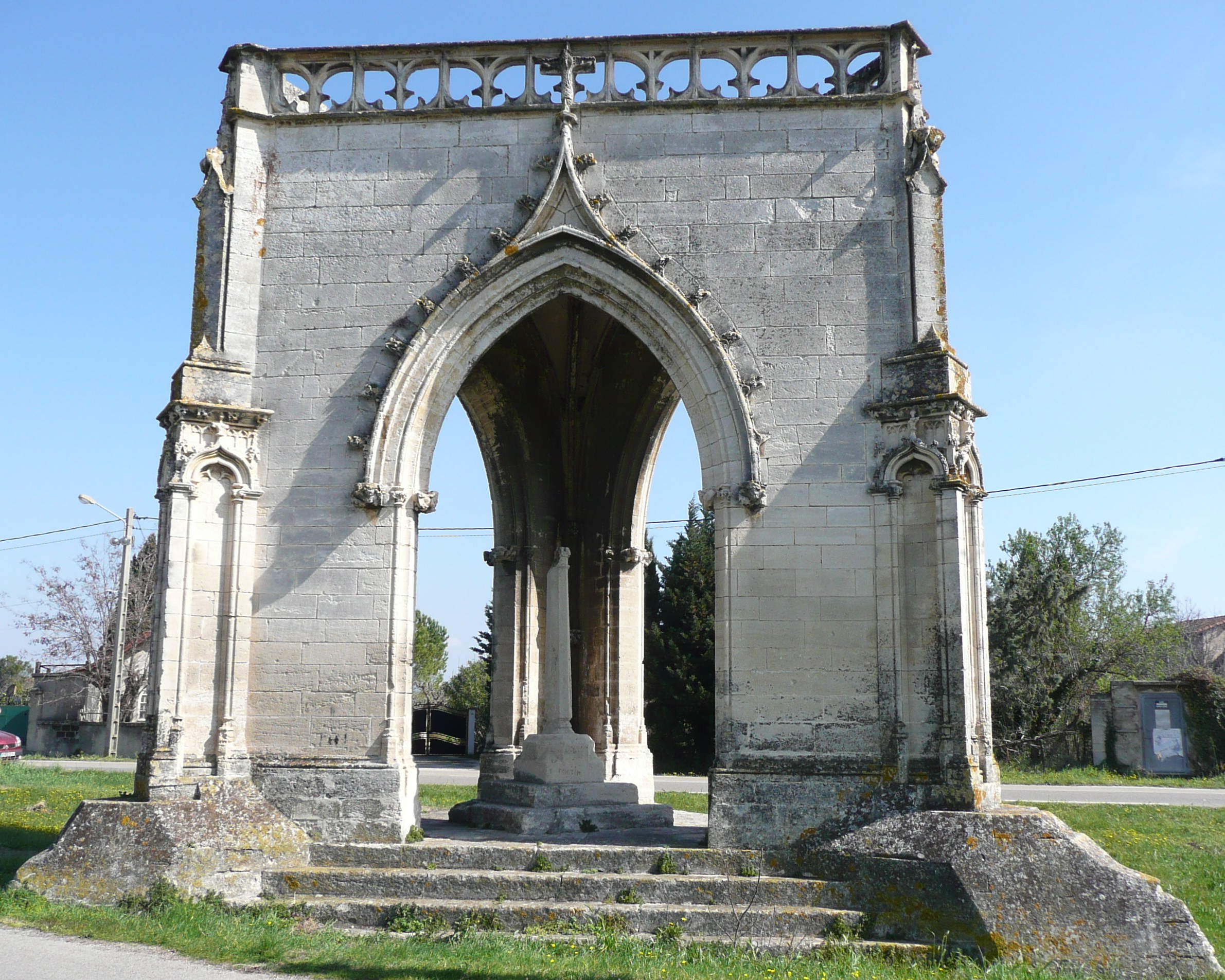
La croix couverte de Beaucaire.

Une croix couverte est un édifice religieux catholique situé le plus souvent en bordure d'une voie de passage, appartenant au type des croix de chemin, et formé d'une croix chrétienne recouverte d'un portique de pierre. Les édifices de ce type sont assez rares, se rencontrent surtout en Provence et datent le plus souvent du XIVe siècle ou du XVe siècle[réf. nécessaire].

## Description et historique
L'ensemble est habituellement constitué d'une croix chrétienne en pierre, du type habituel des croix de chemin ou des croix de carrefour. L'ensemble est souvent recouvert d'une voûte en croisée d'ogives, parfois d'une toiture à charpente de bois. La plupart des croix connues datent des XIVe siècle et XVe siècle.

## Croix couvertes en France

### Existantes
- Croix de Boët, à la sortie du village de Pernes-les-Fontaines, dans le département français du Vaucluse, datant du XVe siècle, classée au titre des monuments historiques, depuis le 29 juillet 1961[2]  (44° 00′ 05″ N, 5° 03′ 29″ E)

- Croix couverte d'Annot, le long de la R.N. 208 sur la commune d'Annot, dans le département français des Alpes-de-Haute-Provence, classé au titre des monuments historiques le 15 septembre 1928[3]. (43° 57′ 41″ N, 6° 40′ 15″ E)

- Croix couverte de Beaucaire située route de Fourques sur la commune de Beaucaire, dans le département français du Gard (43° 48′ 06″ N, 4° 37′ 58″ E). Elle possède la particularité d'avoir trois faces élevées sur plan triangulaire, percées chacune d'une ouverture, enfermant un espace voûté au centre duquel s'élève une croix. Aux angles, des contreforts contrebuttent les voûtes. Une balustrade ajourée couronne l'édifice dont l'ensemble appartient à la fin du XIVe siècle. Classé au titre des monuments historiques le 10 octobre 1906[4]. Elle a vraisemblablement été construite  par Jean de France, duc du Berry, gouverneur du Languedoc. Le bâtiment est abîmé par l'usure des eaux de ruissellement, une étude en vue d'une restauration est lancée en 2019[5].

- Belle-Croix d'Ennery : situé à Ennery en Moselle, datée de 1462 (49° 13′ 34″ N, 6° 12′ 39″ E)

- Croix couverte de Bassignac-le-Haut, située sur l'ancien cimetière de Bassignac-le-Haut, dans le département français de Corrèze, classé au titre des monuments historiques le 17 décembre 1923[6] (45° 12′ 43″ N, 2° 04′ 18″ E). La croix est abritée par une toiture en bois portée sur quatre piliers de pierre. Sur une face, le Christ entouré de la Vierge et de Saint-Jean mutilés. Sur l'autre, une Pietà. La croix se présente sous la forme d'un fût de plan carré dont chaque face est divisée en trois registres représentant chacune une scène de la vie du Christ, soit un total de douze scènes. L'édifice est daté du XVe siècle ou du XVIe siècle.

- Chapelle du Crucifix, croix couverte jouxtant le mur nord de l'Église Notre-Dame de la Dalbade à Toulouse, datant de 1542[7] (43° 35′ 52″ N, 1° 26′ 32″ E)

- Les Trois piliers de la route de Sauve à Nîmes étaient quatre à l'origine[8]. Leur origine a été longtemps débattue. Il est aujourd'hui admis qu'il s'agit probablement du reste d'une croix couverte. Les piliers ont été récemment déplacés en 1959 lors de travaux sur la route à proximité, ils ont ensuite été déplacés près de l'église Saint-Joseph[9], sur le chemin des trois Piliers (43° 50′ 12″ N, 4° 20′ 12″ E)

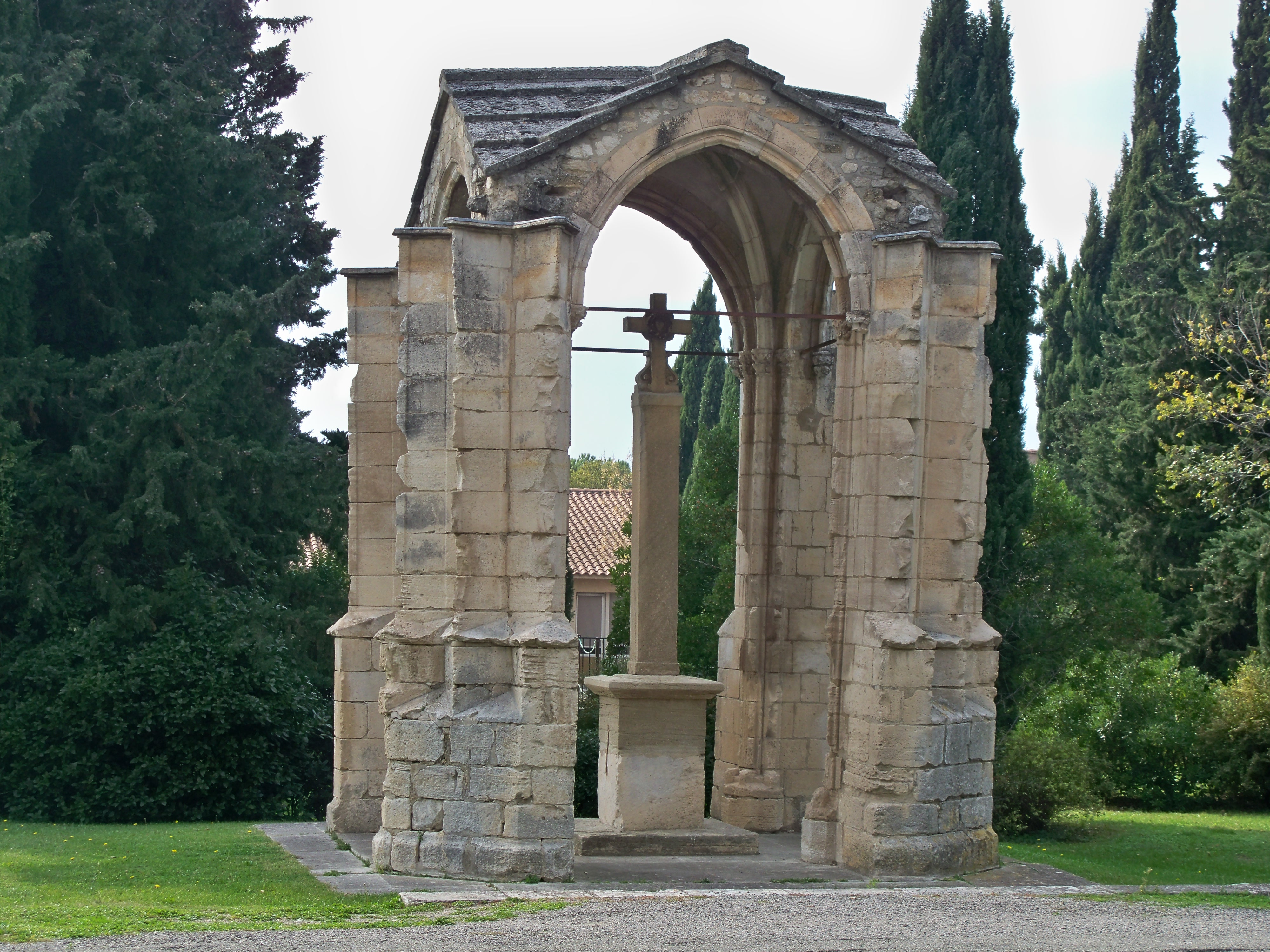
Croix de Boët.
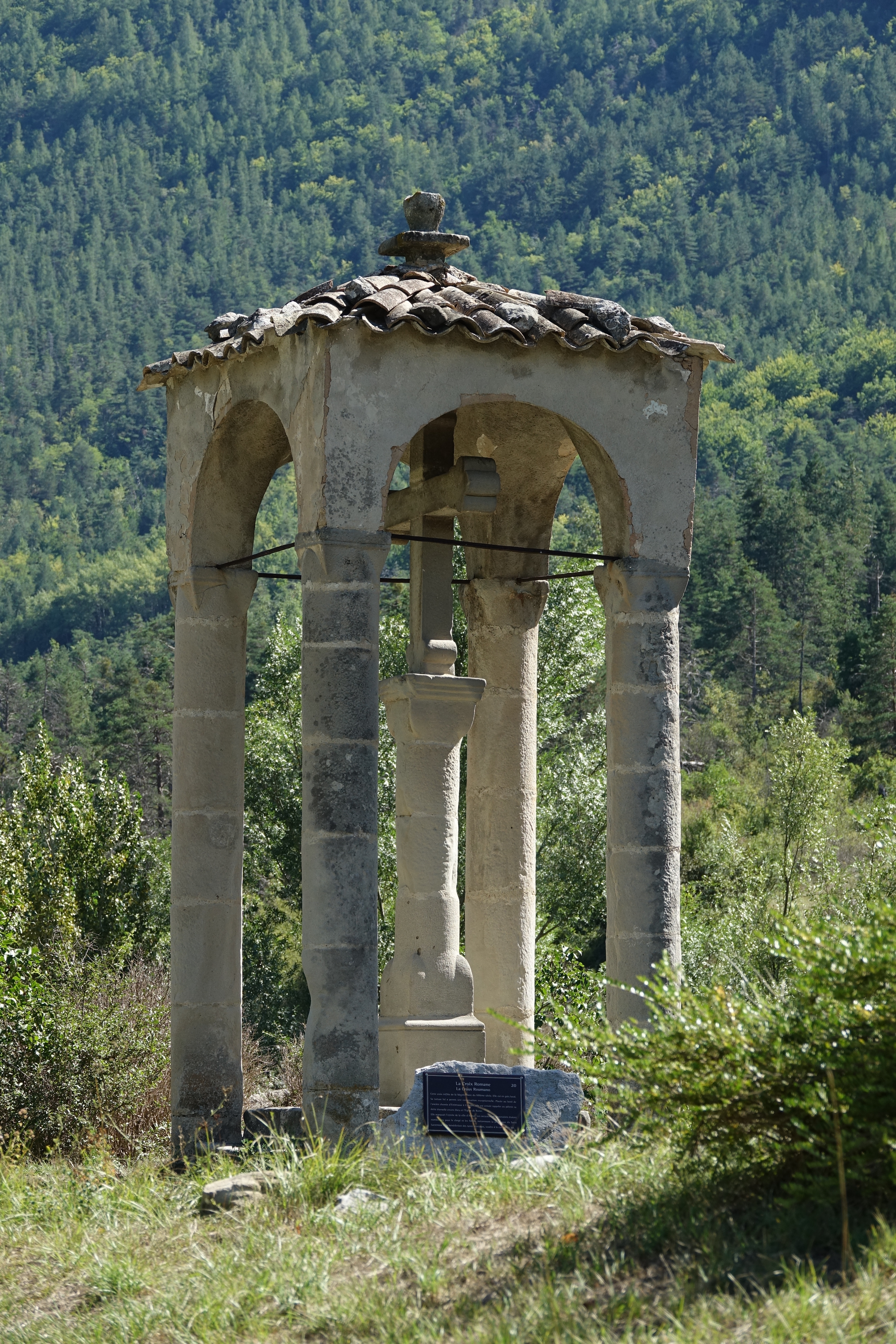
Croix couverte d'Annot.
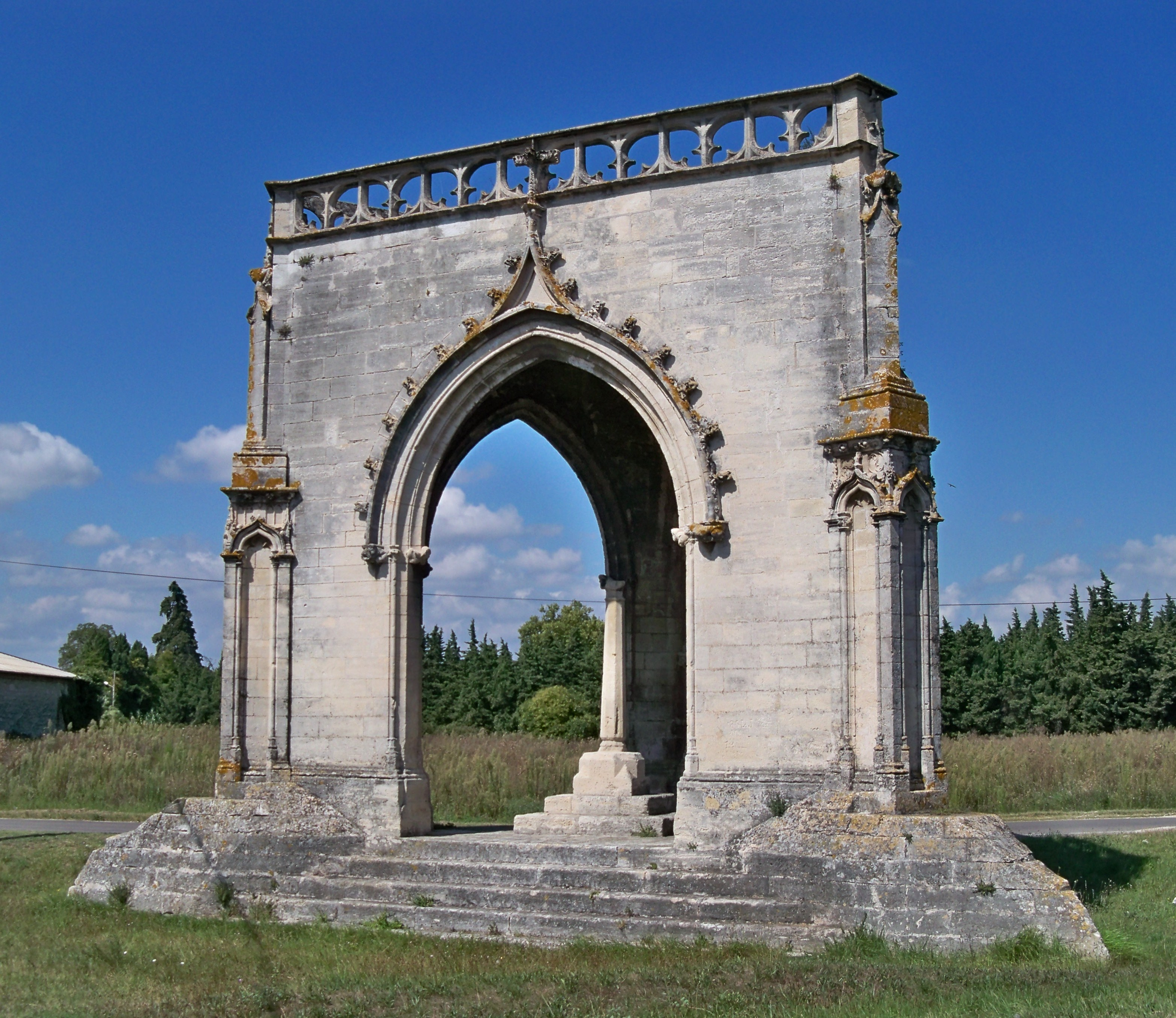
Croix couverte de Beaucaire.
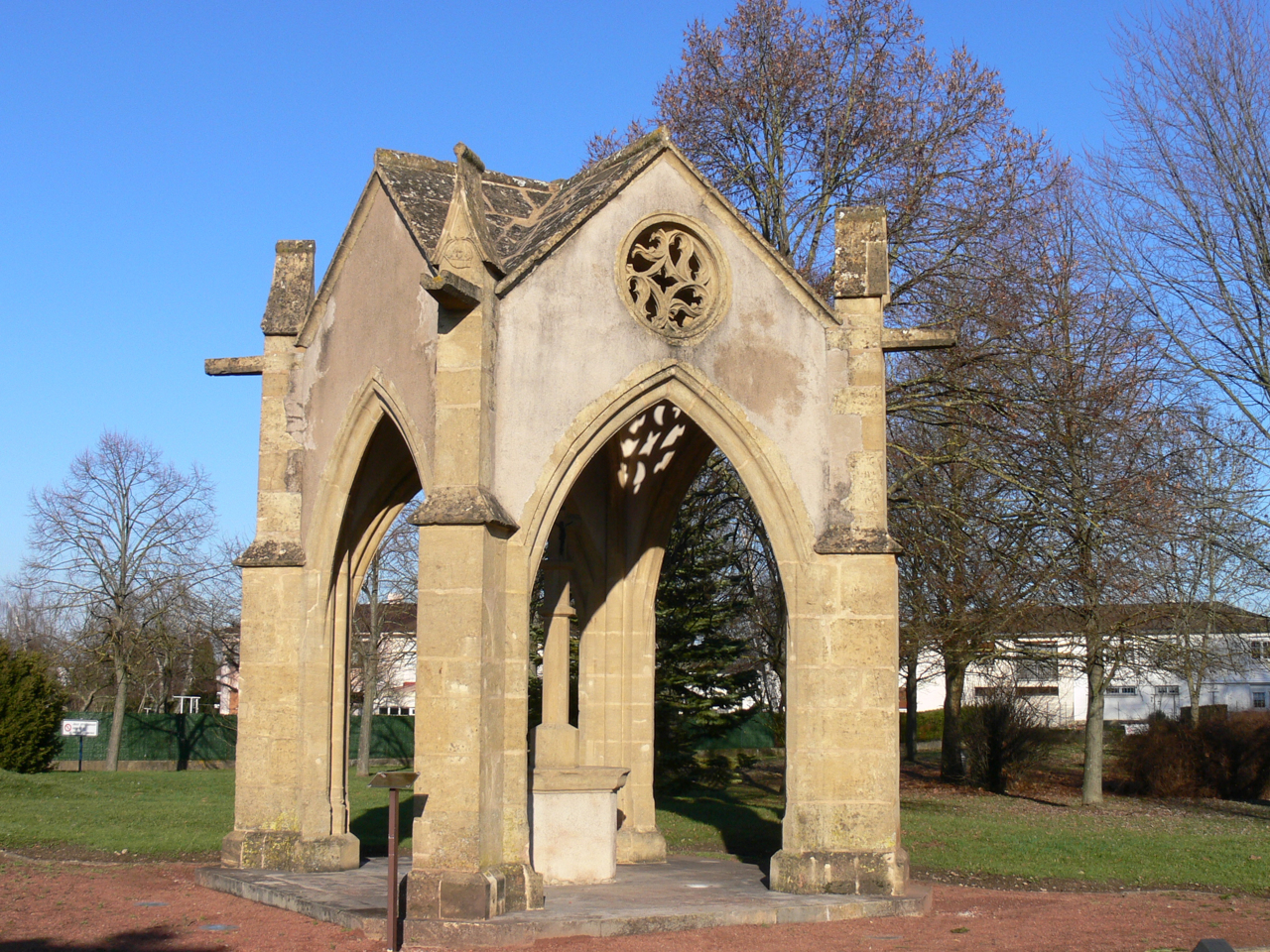
Belle-Croix d'Ennery.
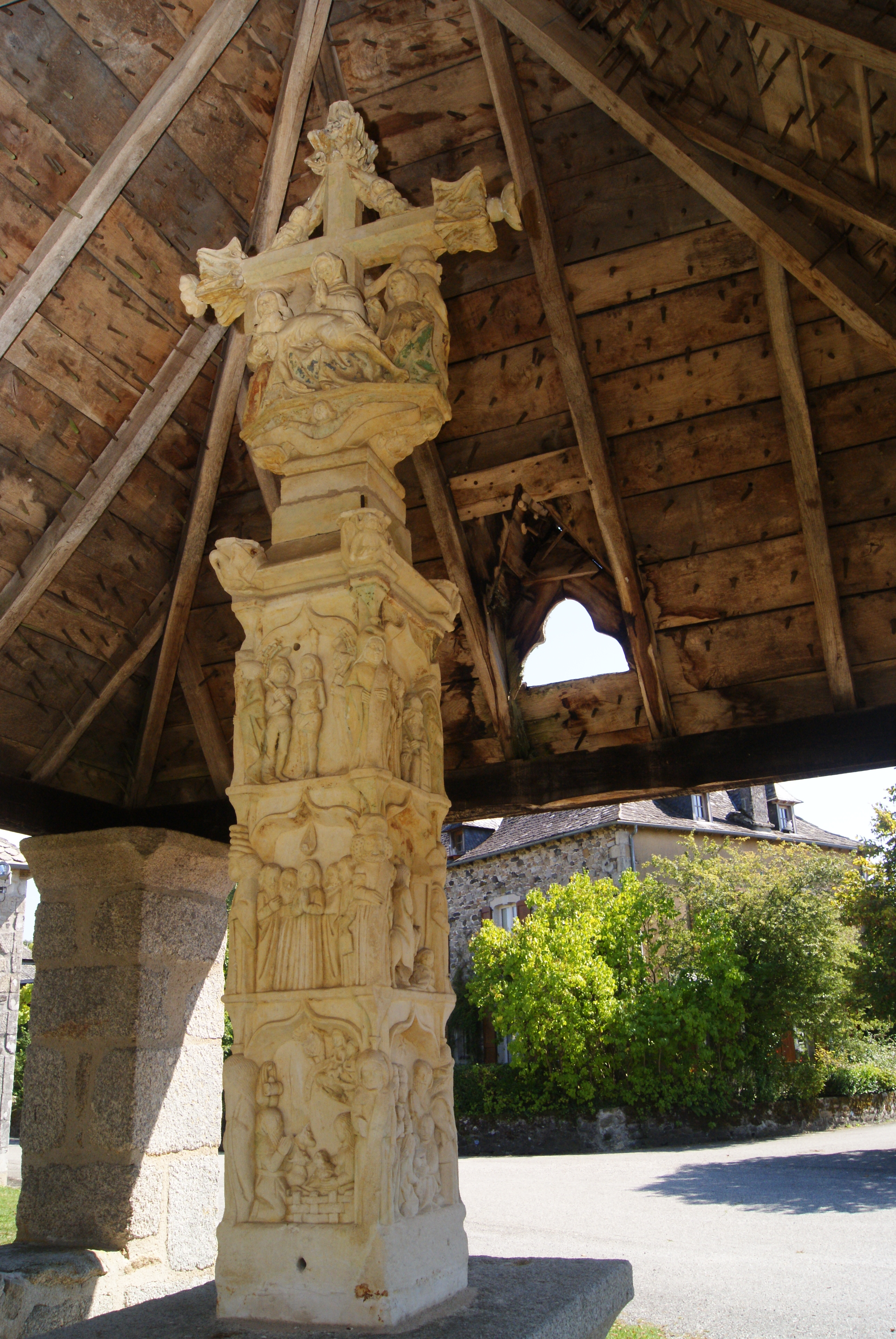
Croix couverte de Bassignac-le-Haut.
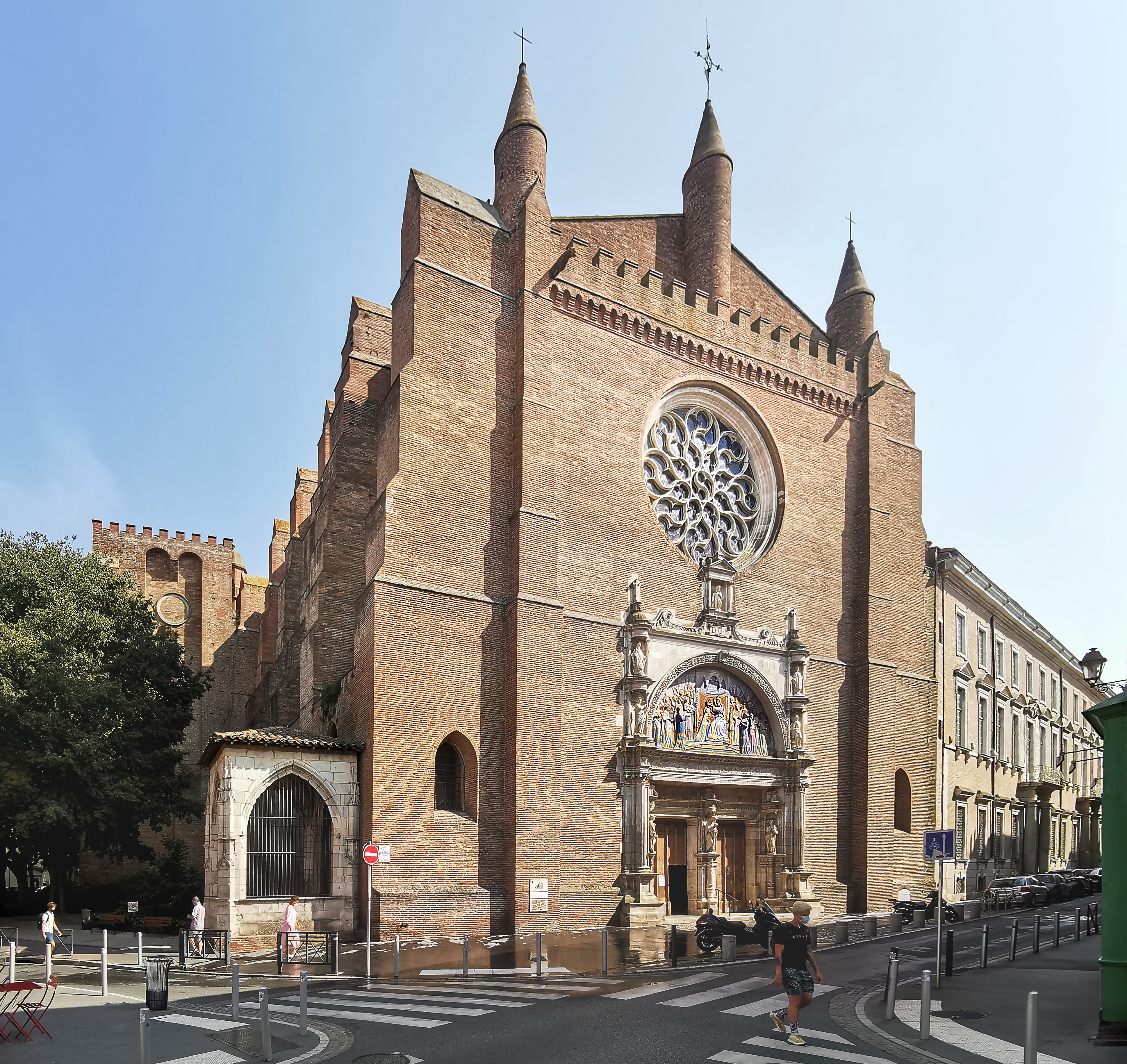
Église Notre-Dame de la Dalbade : la chapelle du Crucifix est visible sur la gauche de l'église.
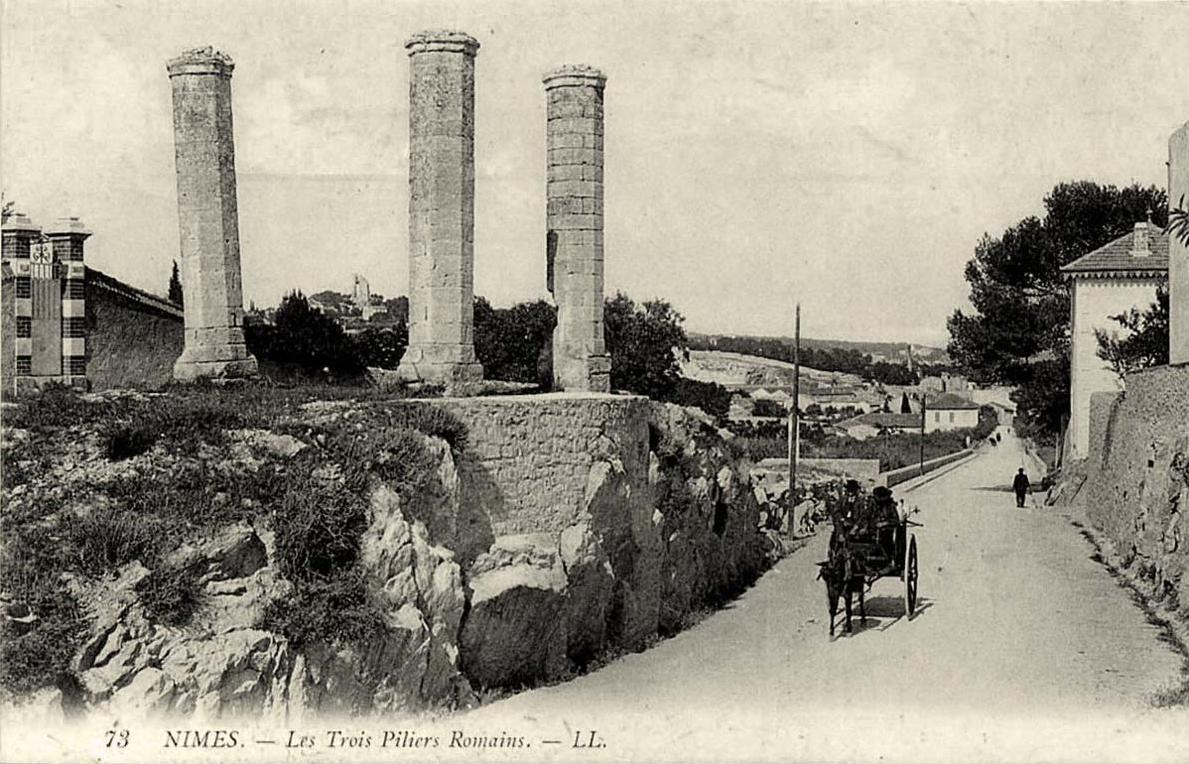
Trois piliers de la route de Sauve

### Disparues
- Croix couverte de Villeneuve-lès-Avignon, édifice datant du XIVe siècle, en partie ruinée au début du XXe siècle, démembrée et vendue à une école d'architecture américaine[10].

- Une croix couverte se trouvait autrefois sur la place Belle-croix à Avignon, au carrefour de la rue Carreterie et de la rue des Infirmières (43° 57′ 05″ N, 4° 48′ 58″ E) Elle avait été édifiée par le cardinal Pierre de Foix pour marquer sa victoire sur une révolte des Avignonais en 1434[1]. Elle fut détruite en 1792[11].

- Une croix couverte fut construite à la porte Limbert (43° 56′ 38″ N, 4° 48′ 54″ E) à Avignon et terminée le 7 mars 1499. Si l'édifice a disparu, les archives avignonaises gardent les contrats d'exécutions avec le sculpteur lorrain Ferrier Bernard[1].

- Une croix couverte se trouvait dans le cimetière de Saint-Didier, elle avait été élevée en 1451 par le sculpteur lorrain Jean de Luxembourg[1].

### Toponymes
Plusieurs toponymes, généralement des lieux-dits, évoquent des croix couvertes, en particulier dans le département français de la Mayenne. Il n'est pas sûr que ces toponymes se référent aux mêmes édifices que ceux rencontrés en Provence.
- Ille-et-Vilaine :
  - Vieux-Vy-sur-Couesnon (48° 19′ 48″ N, 1° 31′ 30″ O)

- Loire :
  - Sevelinges (46° 06′ 36″ N, 4° 17′ 23″ E)

- Maine-et-Loire :
  - Ombrée d'Anjou (47° 39′ 17″ N, 1° 02′ 29″ O)

- Manche :
  - Mortain-Bocage (48° 37′ 25″ N, 0° 55′ 26″ O)

- Mayenne :
  - Châtillon-sur-Colmont (48° 20′ 02″ N, 0° 48′ 04″ O)
  - Fontaine-Couverte (47° 55′ 19″ N, 1° 08′ 16″ O)
  - Mayenne (48° 18′ 54″ N, 0° 35′ 52″ O)
  - Saint-Fraimbault-de-Prières : rue de la Croix Couverte (48° 20′ 55″ N, 0° 34′ 58″ O)
  - Sainte-Suzanne-et-Chammes (48° 05′ 39″ N, 0° 21′ 17″ O)